# Rail
Pour les articles homonymes, voir Rail (homonymie).
 (août 2009).
Si vous disposez d'ouvrages ou d'articles de référence ou si vous connaissez des sites web de qualité traitant du thème abordé ici, merci de compléter l'article en donnant les références utiles à sa vérifiabilité et en les liant à la section « Notes et références ».

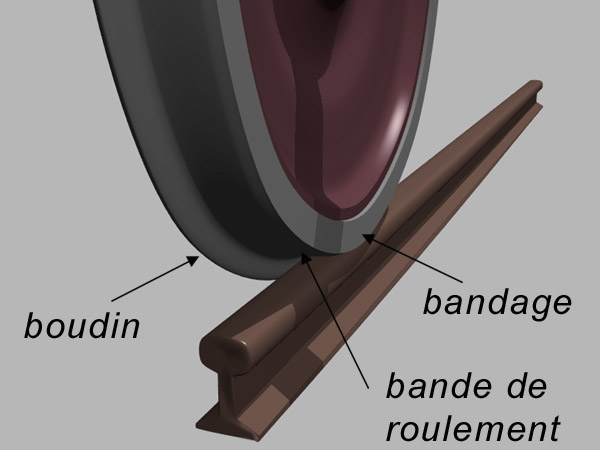
Le rail guide une roue ferroviaire qui comporte souvent un bandage et un boudin

Rails. De gauche à droite, type UIC 60, type Vignole, type Broca ou à gorge, type double champignon symétrique, et asymétrique

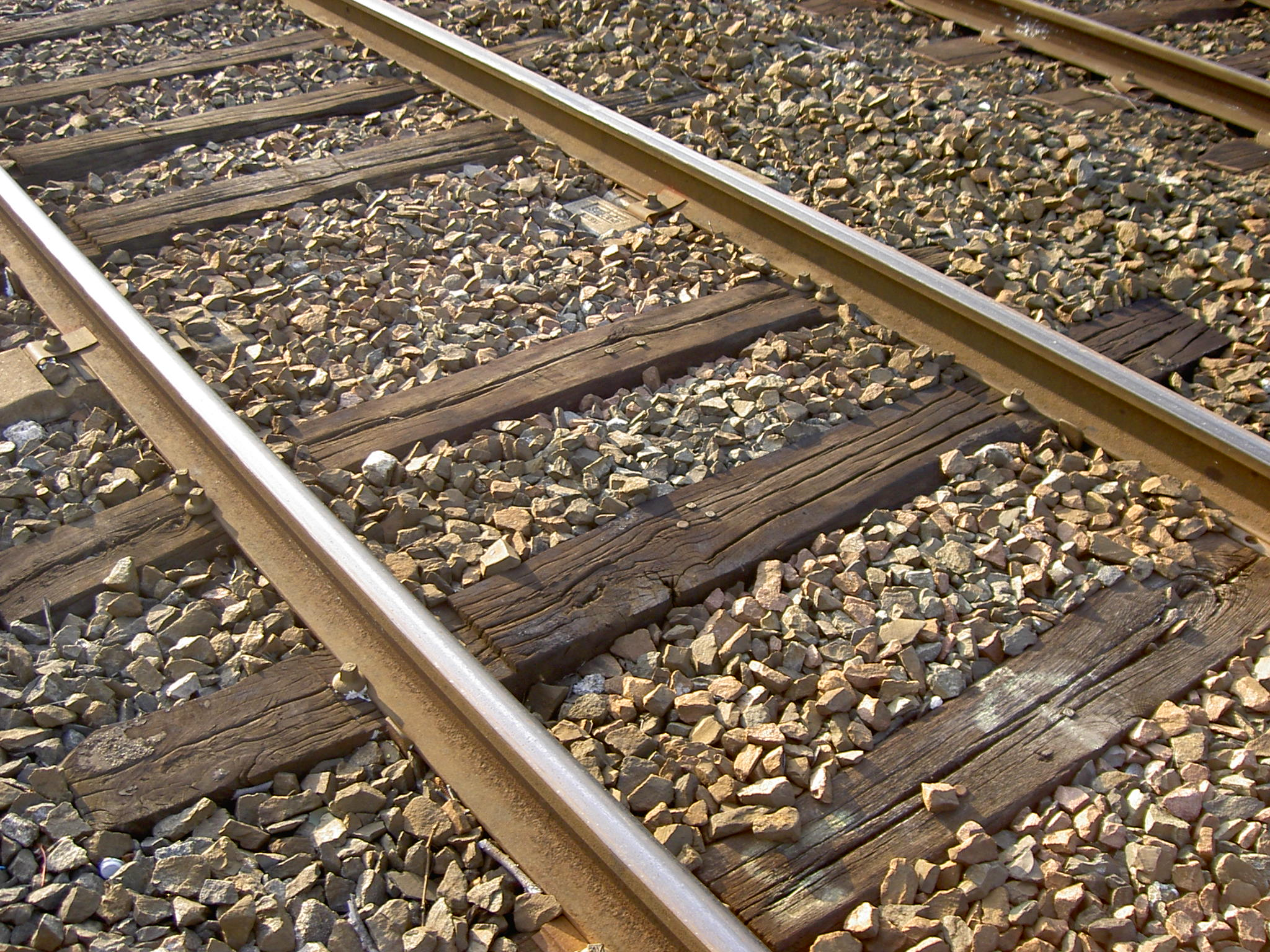
Rails type « Vignole »

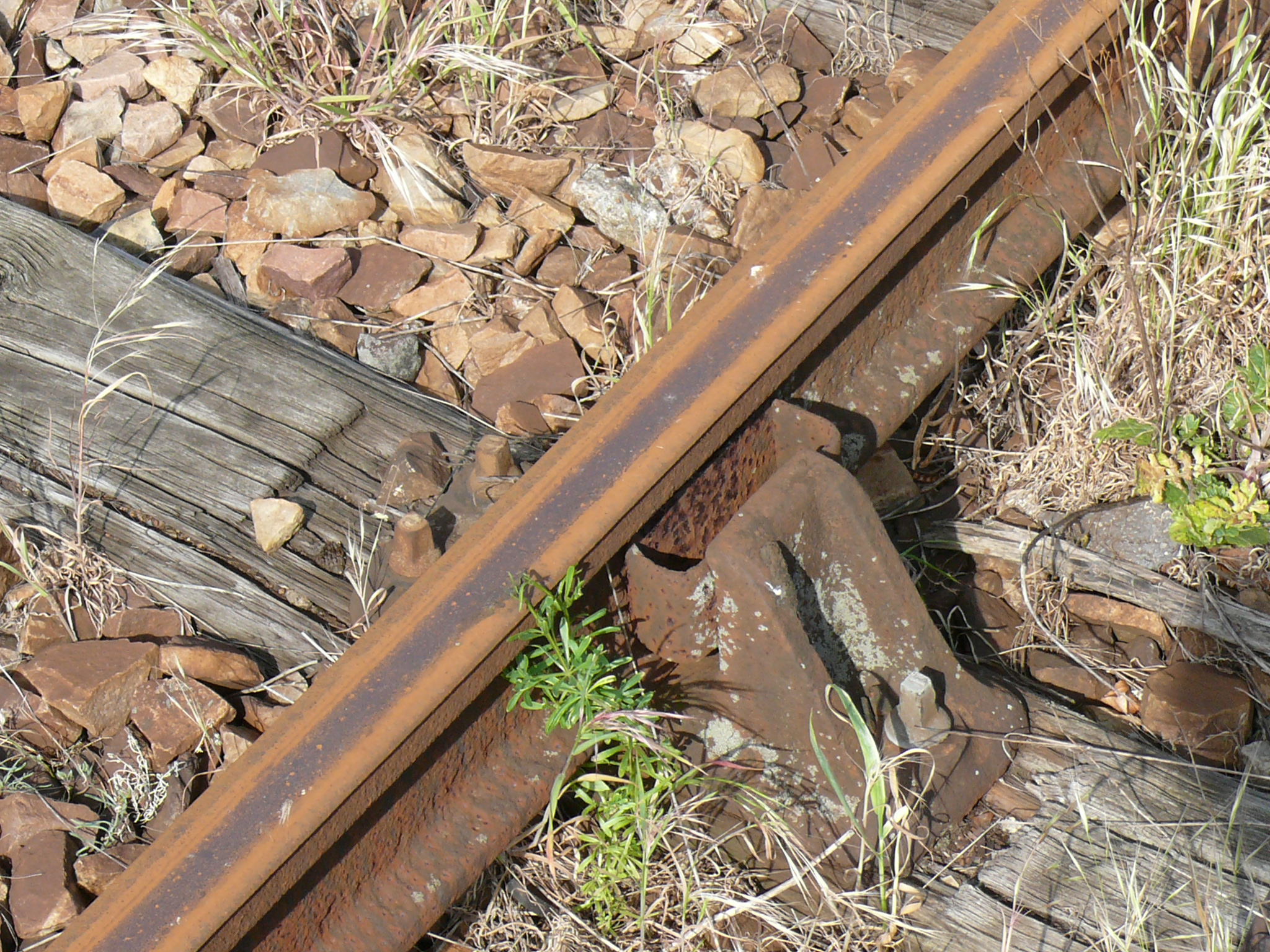
Rail type « Double champignon », sur une voie ancienne peu utilisée

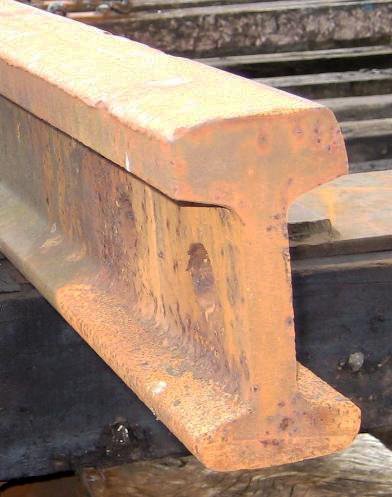
Rail Double champignon

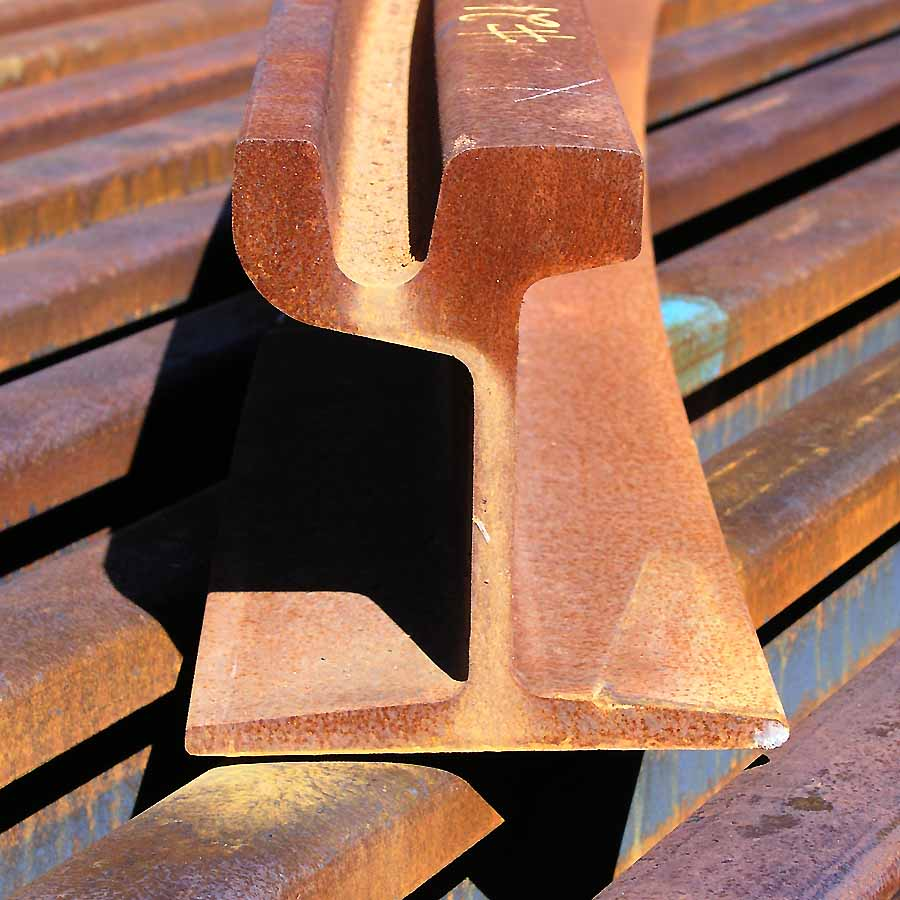
Rail à gorge (type « Broca »)

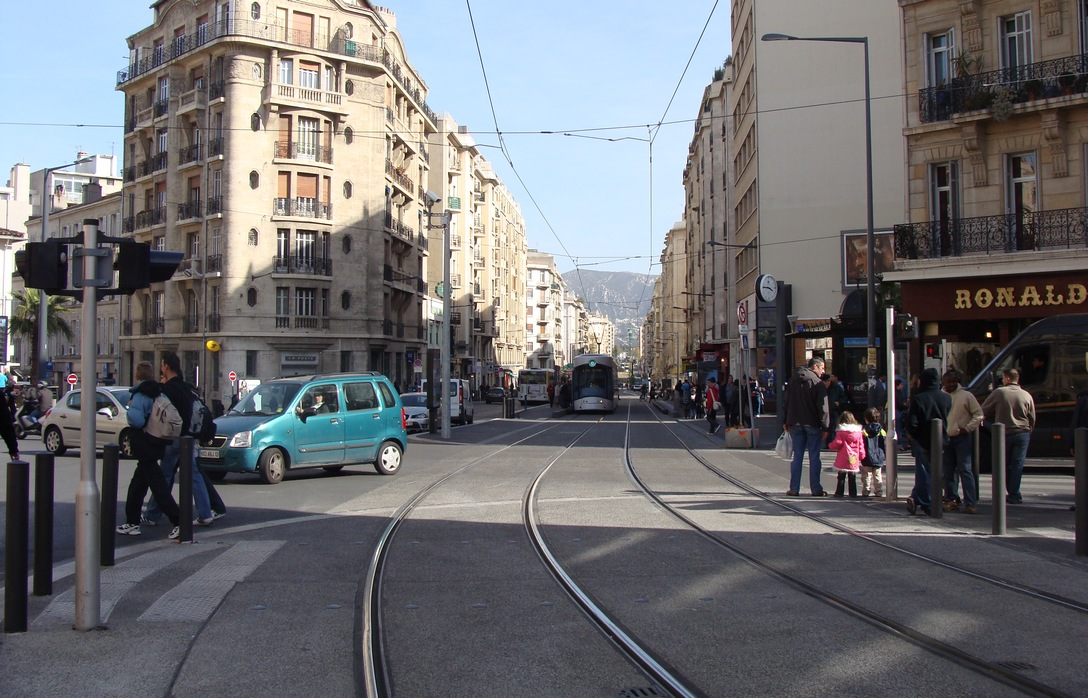
Des rails à gorge (type « Broca »), en ville, sur une ligne de tramway

Un rail est une barre d’acier profilée. Deux files parallèles de rails mis bout à bout forment une voie ferrée. Ils reposent alors généralement sur des traverses pour conserver un écartement constant.
Les rails servent à la fois de guide et de support de roulement pour les véhicules ferroviaires  comme le train et le tramway. Étant conducteurs électriques, ils peuvent aussi être utilisés pour la transmission de signaux (circuits de voie) et pour le retour des courants de traction et des auxiliaires du train (la ligne de train pour le chauffage et la climatisation étant unipolaire sur les rames tractées).
Un système de transport fondé sur l’utilisation d’un seul rail est un monorail. Un (voire deux) rail(s) peut(peuvent) servir aussi à l’alimentation électrique (alimentation par troisième rail ou par troisième et quatrième rails).

## Histoire
À Milan ou dans les docks de Londres, l'utilisation de bandes de roulements, composées de deux files parallèles de dalles en pierres ou de madriers de bois, a été une alternative au pavage complet des chaussées pour diminuer la résistance au roulement des chariots. Au départ les bandes étaient suffisamment larges pour qu'on puisse y maintenir manuellement les véhicules. Pour pouvoir utiliser des bandes plus fines, d'abord des solives en bois puis des rails en acier, il a fallu trouver un moyen de guidage du chariot sur ces rails. 
Au début du chemin de fer, le système actuel à rail saillant (edge-rails) a été en concurrence avec une technologie de voie à ornières ou rail plat (tramroad ou plateway). Dans ce dernier système, le guide latéral qui permet de s'assurer que la roue reste en position sur le rail n'est pas situé sur la jante mais sur le côté du rail. Le rail plat, plus près du sol et donc plus stable, était moins onéreux à poser et on espérait pouvoir y faire circuler les chariots routiers sans les modifier. Il a été notamment utilisé dans les mines du pays de Galles, mais l'usage a montré qu'il était beaucoup plus sujet à l'encrassement par les dépôts de boue. Par ailleurs, les branchements ne s'y réalisaient qu'avec l'usage de plaque tournante (les premiers aiguillages, notamment ceux de William Jessop sur le Surrey Iron Railway, verront le jour au tout début du XIXe siècle). L'usage du rail plat a donc été abandonné.

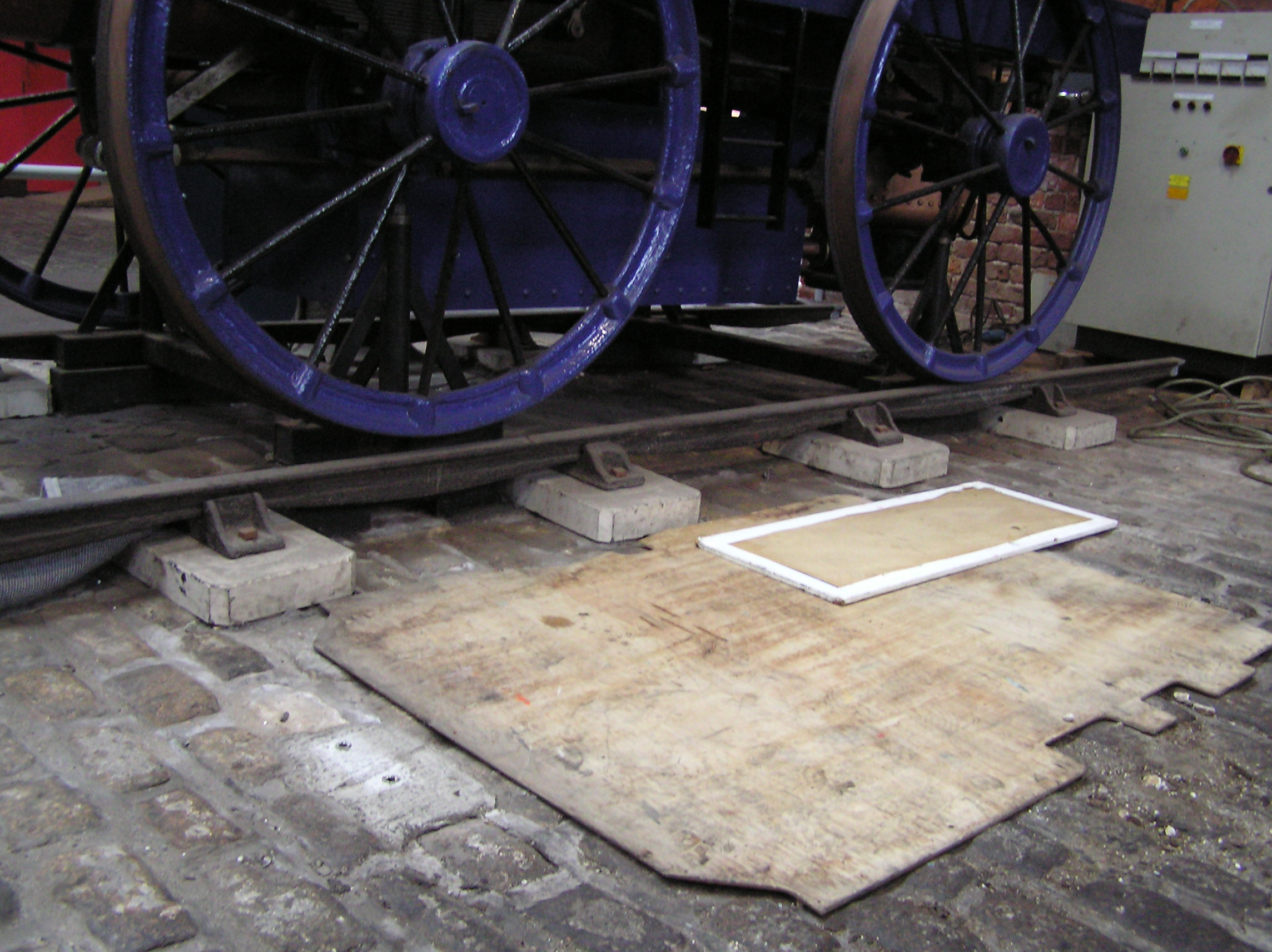
Un exemple de rail "à ventre de poisson"

L'ingénieur Thomas Barnes conçut à la fin du XVIIIe siècle un rail dit « à ventre de poisson », toujours en fonte de fer. Posé sur des traverses ou plots (dits « chaises ») en pierre, ce rail de courte section présentait une table de roulement plane mais une hauteur variable, plus fine au niveau des traverses et plus haute entre celles-ci, afin d'en renforcer la résistance (qui était une importante source de préoccupation avec la fonte d'acier, à fortiori lorsqu'il s'agira de supporter le poids d'une locomotive à vapeur).
Ce n'est qu'en 1820 que John Birkinshaw remplace la fonte par du fer forgé dans le cadre de la construction du chemin de fer de Stockton et Darlington par George Stephenson. Ce rail utilise toujours un profil en « ventre de poisson »). 
En 1856, Mushet pose un rail en acier qui, après six ans, apparaît comme neuf là où des rails en fer ne dépassaient pas 3 mois. Quelques années après, Bessemer démontre que la durée de vie d'un rail en acier atteint 20 fois celle d'un rail en fer. De fait, la supériorité de l'acier sur le fer est facilement démontrée : en jouant à la fois sur la teneur en carbone et sur les traitements thermiques, le métallurgiste peut obtenir un matériau plus dur, plus résistant tout en restant suffisamment ductile.
|      | tonnes de rails | tonnes de fer | tonnes d'acier |
| ---- | --------------- | ------------- | -------------- |
| 1842 | 28 000          | 284 824       | 7 110          |
| 1850 | 120 000         | 325 000       | 11 000         |

## Étymologie
Le mot français rail est emprunté (1817) à l'anglais rail, lui-même issu de l'ancien français reille (nom féminin) « barre de porte, barre, barrière », du latin regula « règle, barre ».

## Types
Le rail moderne est généralement du type « Vignole » ; dans une section transversale, on distingue le patin qui s’appuie sur la traverse, le champignon qui constitue le chemin de roulement, et l’âme, filet vertical qui relie le champignon au patin. Sur les lignes importantes, la masse linéique standard du rail est de 60 kg/m.
Des rails à gorge (type « Broca ») sont utilisés pour les voies encastrées dans des chaussées routières, notamment pour les installations industrielles et les lignes de tramway.
Le rail à « double champignon symétrique » avait été conçu pour permettre de retourner le rail usé  et donc doubler sa durée de vie. Le défaut de ce système était que lorsque le rail était retourné, il était déjà abimé (poinçonnements dû à l'écrasement au niveau des berceaux). Ce principe a été abandonné. Des rails type « double champignon asymétrique » ont également été employés : un seul côté, de plus forte section, était utilisé pour le roulement. La simplification apportée par la fixation du rail type Vignole a amené à l'abandon de ce système.

## Pose

### Europe
La pose des rails se faisait autrefois normalement avec des joints de dilatation, les rails de 18 ou 36 m de long coulissant librement dans les éclisses (pièces qui assurent la jonction de deux rails successifs). Dans ce cas la continuité électrique doit être assurée. S'est développée depuis la technique dite des « barres longues » ou LRS (longs rails soudés), dans laquelle les coupons de rail de 36 à 120 m (selon les pays) sont soudés principalement par étincelage en atelier en barres de 144 à 436 mètres. Ces barres sont ensuite posées sur de très grandes longueurs, sans limite réelle, les soudures entre LRS étant réalisées à la pose, par soudure aluminothermique ou soudure électrique en voie. La dilatation est contrainte par le frottement des traverses sur le ballast. Cela suppose réunies certaines conditions de stabilité de la plate-forme et de rayon de courbure minimum. À l’extrémité des LRS sont installés des appareils de dilatation, ainsi qu'au droit de certains ouvrages d’art. Il convient de noter que les progrès réalisés par la soudure électrique en voie permettent maintenant de poser directement en voie des rails de grande longueur (108 à 120 mètres) sans passer par les ateliers de soudure.
Le ballast est constitué de roches dures concassées (généralement, il s’agit de roches éruptives : porphyre, granite, rhyolite, quartzite...) qui doivent résister à l’attrition, qui émousse les angles. L’épaisseur du ballast est fonction de la charge et de l’intensité du trafic, 30 cm sur ligne classique, 40 cm sur LGV.
Une voie ferrée traditionnelle est fixée sur des traverses en bois reposant sur un ballast fait de cailloux concassés à arêtes vives. La fixation se fait grâce à des tire-fonds ou des attaches élastiques.
Les traverses assurent la transmission de la charge au ballast, et le maintien de l’écartement et de l’inclinaison des rails. Le travelage, c’est-à-dire le nombre de traverses au kilomètre est variable, généralement de 1 666 traverses/km à la SNCF. Les traverses peuvent être :
- en bois (généralement du chêne, mais on utilise aussi des bois exotiques durs, tels l'azobé, de durée de vie réduite (20 à 30 ans) mais faciles à mettre en œuvre) ;
- en acier (plus bruyantes, ne sont plus utilisées en France en pose neuve) ;
- en béton, de durée de vie importante (50 ans), il en existe de deux types : bibloc, reliées par une barre métallique, monobloc en béton précontraint. En terminologie ferroviaire, la pièce de béton sur laquelle repose directement le rail s'appelle un blochet.

Durant leur phase de préparation, les traverses en bois sont imbibées de créosote lors d'un passage en étuve. La créosote est un assemblage d'hydrocarbures utilisé dans la protection du bois.
La voie ferrée peut aussi être posée sans ballast, directement sur un lit de béton. C’est le cas du Tunnel sous la Manche, du tunnel de Marseille sur la LGV Méditerranée, ainsi qu’en Allemagne de la ligne ICE entre Francfort et Cologne. Ce procédé réduit l’entretien mais coûte plus cher à installer et ne permet pas de corriger facilement les défauts de géométrie. Il a également le défaut de rendre le sol imperméable, perturbant l'écoulement de l'eau, quand le ballast laisse les précipitations s'infiltrer.
Les croisements et changements de voies se font en général par des appareils de voie qui comprennent des aiguillages, des traversées (croisement de deux voies sans aiguilles mobiles) et des traversées jonctions simples ou doubles, autorisant le croisement de deux voies et l’aiguillage vers une ou deux directions. À l’époque de la vapeur il y eut des  ponts tournants, valables surtout pour des véhicules de faible empattement.
Outre ses fonctions de roulement et de guidage, le rail a souvent une fonction de sécurité : il sert de circuit aux courants de signalisation, ce qui permet de mettre au rouge automatiquement un signal lorsqu’un véhicule court-circuite les deux rails.
De plus, pour une locomotive électrique, le rail constitue le circuit de retour du courant électrique de traction vers la sous-station d'alimentation.

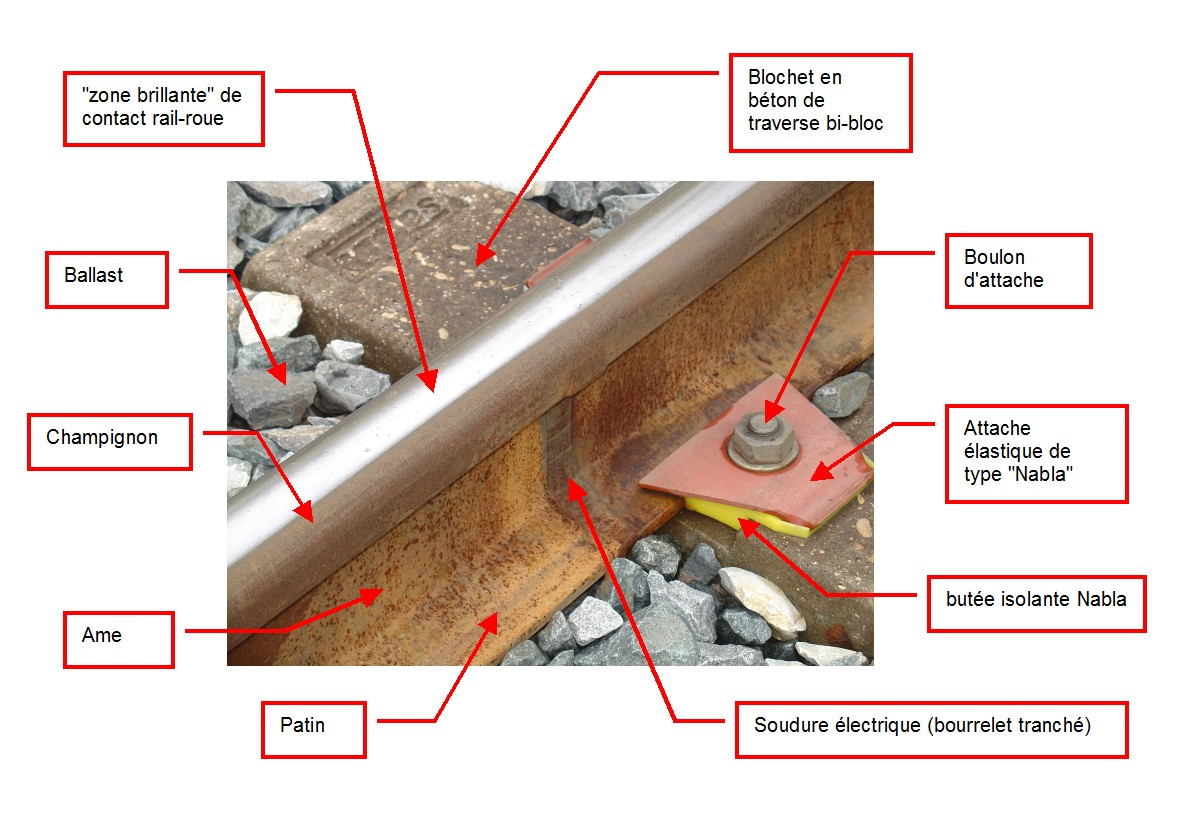

### Amérique du Nord
En Amérique du Nord, les crampons sont préférés aux tire-fonds, mais on peut trouver des attaches élastiques dans les endroits fortement sollicités, comme dans les aiguillages et les courbes prononcées.
Ci-dessus, on a un exemple des deux types de fixations dans un aiguillage ; le rail du haut est la voie déviée et est donc soumis à un effort supplémentaire, d’où les fixations élastiques (« Pandrol » dans le cas présent).
Les anticheminants sont utilisés lorsque la voie est posée en barres courtes (pas en LRS) avec des fixations autres qu’attaches élastiques (crampons, tirefonds). Ils servent à empêcher le déplacement longitudinal des rails dû à la circulation des trains (le rail se déplace dans le sens de la circulation) ou résultant de la gravité (poids du rail) dans les fortes déclivités. Ils sont aussi posés dans des zones à forte variation de température.

## Caractéristiques

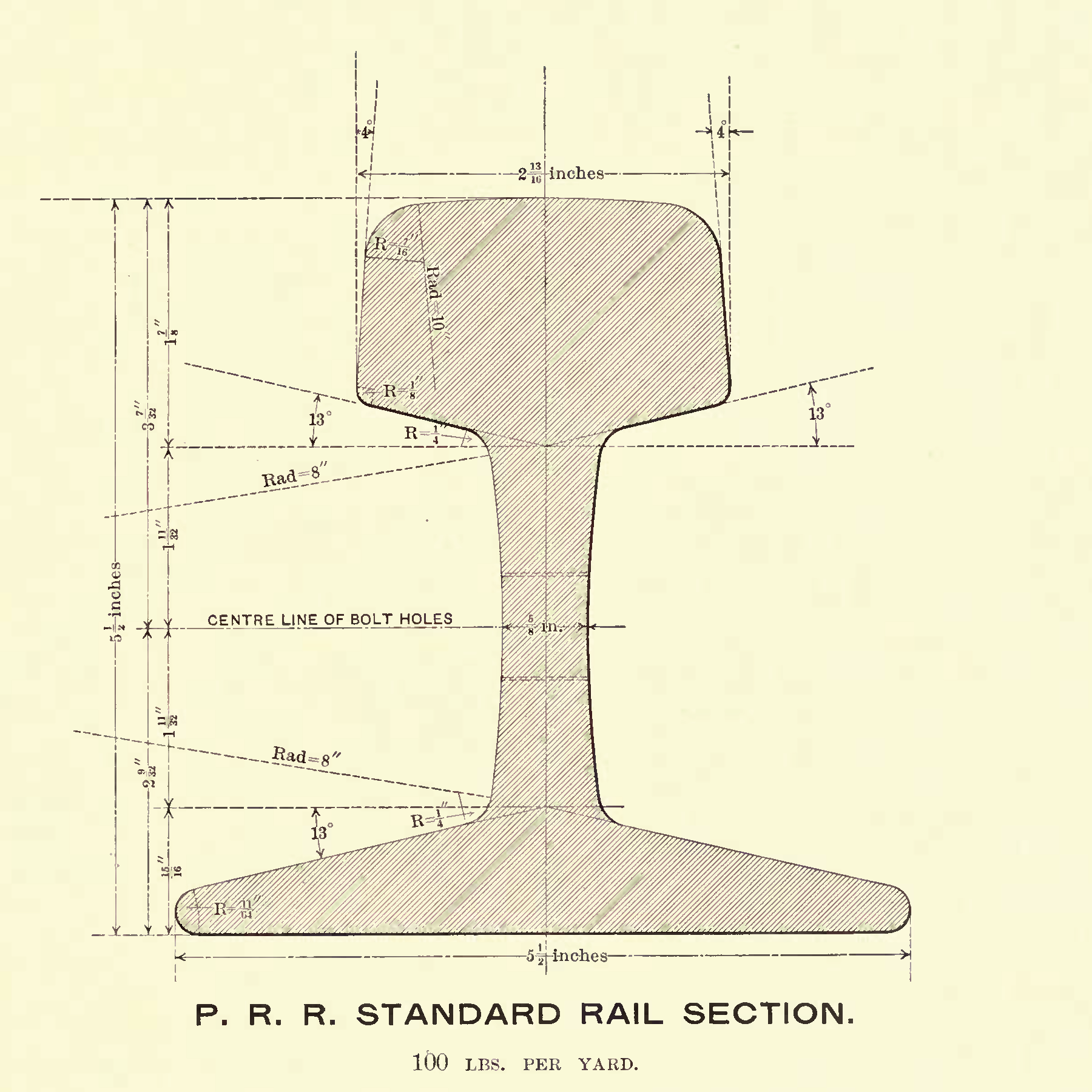
Coupe transversale d'un rail américain des années 1890, cotée en unités de mesure anglo-saxonnes. Rail de 100 livres au yard (49,6 kg/m).

Jusque dans les années 1870, le rail ferroviaire est en fer. Il est ensuite remplacé par l'acier, avec un taux de carbone moyen, de l'ordre de 0,6 % à 0,8 %, mais un taux de manganèse et de silicium importants, de 0,7 % à 1,2 % et de 0,1 % à 0,6 % respectivement, qui le rendent dur et lui permettent de supporter des contraintes élevées. Les rails étant des produits métalliques massifs, ils doivent être exempts d'hydrogène. En effet, la petite taille de l'atome d'hydrogène lui permet de circuler dans le produit fini, jusqu'à créer localement des bulles susceptibles de provoquer une rupture spontanée du rail.
Les rails sont laminés à chaud (température de l'ordre de 1 200 °C) et subissent un corroyage (réduction de section depuis le bloom jusqu'au rail fini) d'au moins 7. Ce corroyage peut cependant être insuffisant pour certaines applications : la solidification des blooms doit alors être bien maîtrisée.
Pour ces aciers au carbone on n'utilise pas la terminologie habituelle de la sidérurgie ; on parlait de nuances 700, 800 ou 900A (MPa) jusqu'en 2002, de nuances comme R260 (dureté HBW sur la table de roulement) selon la norme européenne EN13674 de nos jours.
Les rails manufacturés ont des profils symétriques. À la pose, ils sont légèrement inclinés vers l’intérieur de la voie d’environ :
- 1/20 en France, Belgique, Italie, Espagne
- 1/30 au Danemark, en Suède
- 1/40 en Allemagne, en Suisse et en Europe centrale

On parle ainsi de « pose au 20e », « au 40e », etc.
Un très grand nombre de profils de rails a existé. Les plus répandus aujourd'hui en France sont les rails 50E6 (anciennement U50 et  U50-DigouRaye) et 60E1 (anciennement UIC 60). Ils comportent une table (dessus du champignon) avec un rayon de 200 à 300 mm, des congés latéraux de rayon 12 à 13 mm et souvent un rayon de raccordement intermédiaire, par exemple de 60 à 80 mm. Les rails s'usent, surtout en courbe, et s'éloignent au fur et à mesure de ces valeurs théoriques. ils doivent donc être remplacés plus souvent.
Le profil de roulement des roues est de forme conique avec un raccord concave vers le boudin. C'est la forme de la roue qui permet à l'essieu ferroviaire monobloc, par la différence des rayons de roulement droite-gauche, intérieur-extérieur, de s'auto-centrer dans la voie lorsqu'il se déporte latéralement, sans l'action d'organes extérieurs. Cet asservissement mécanique lui permet de prendre les courbes larges sans user son boudin.
Le profil de roue normalisé par l’Union internationale des chemins de fer, dit « profil UIC », comporte une partie au 1/40 et un raccordement progressif vers le boudin. Ce profil est appelé également S1002, d’après la désignation de celui qui avait été choisi parmi les différents profils testés.

### Conicité
La conicité, c’est-à-dire l'angle (en radian) au contact roue-rail est propre à chaque couple « profil de roue / profil de rail », et varie avec l’usure. C'est une fonction de la position latérale de l'essieu dans la voie, donc de la roue relativement au rail, qui peut varier de typiquement ± 8 mm entre butées aux boudins. Elle est sensible à la pose du rail, à l'usure, à l'écartement.
La conicité équivalente est la valeur de cette fonction pour un jeu dans la voie donné. Par exemple, à l’état neuf, pour un jeu de ± 3 à ± 5 mm elle est de :
- 0,16 à 0,24 pour le couple S1002/rail au 1/40 ;
- 0,01 pour le couple S1002/rail au 1/20.

S'agissant d'une valeur locale de la fonction, elle est très sensible à la pose du rail. Une forte conicité caractérise un contact capable de bien auto-orienter l'essieu, mais il risque de rendre le bogie et donc le véhicule instable. On y remédie avec des suspensions raides. Il s'agit d'un compromis différent pour un TGV et un métro.

### Origines de ce profil
Quand on fait la coupe d'un essieu de chemin de fer (en coupant les roues ainsi que leur axe de liaison, en deux) , on constate qu'en prolongeant vers l'intérieur les parties en contact avec la table de roulement du rail on obtient... un profil de tonneau. Cette forme, inventée par les Gaulois il y a environ 2 000 ans, permettait à cet objet d'être déplacé facilement : les différences de circonférences font qu'il s'auto-dirige (phénomène de "lacet" : le tonneau avance en louvoyant). Pour déplacer leurs tonneaux ou barriques, fûts, etc. les exploitations viticoles utilisent encore parfois des "poulains", sorte d'échelles à montants larges et reliés entre eux par des échelons métalliques courbés afin de ne pas être touchés par le tonneau en déplacement sur le "poulain".
Pour le chemin de Fer, cette auto-direction est renforcée par une légère inclinaison des rails vers l'intérieur de la voie : le "lacet" est ainsi amorti rapidement et le voyageur ne le ressent que très peu. Avec un bogie (2 essieux montés dans un châssis sur lequel est posée la caisse de la voiture, ou du wagon), le phénomène de "lacet" disparaît quasiment complètement : vues de dessus, les ondulations des trajectoires  des 2 essieux se compensent et le centre du bogie file tout droit même à 320 km/h (ou à 574,8 km/h, et sans doute au-delà!).
Sans besoin de changer de trajectoire dans les aiguillages, on pourrait même rouler sans le boudin de la roue, qui trouve, là, sa principale raison d'être : le guidage ; la seconde étant, tout de même, la sécurité de celui-ci. En effet bien que la probabilité en soit très faible, la roue sans boudin, pourrait échapper et le train dérailler.
On a vu, ci-dessus, que différentes inclinaisons des rails vers l'intérieur de la voie existaient (1/20 en France, 1/40 en Allemagne, etc.). Cela signifie qu'au 1/20, l'axe vertical du rail est incliné vers l'intérieur de 5 cm à 1 m de distance du bas de la semelle du rail (1 m divisé par 20 donne 0,05 m, soit 5 cm) ; ou plus facilement mesurable, de 1 cm à 20 cm du bas de la semelle) au 1/40, c'est 5 mm. Ces inclinaisons différentes ne sont pas sans poser de gros problèmes lors des circulations ferroviaires internationales : les efforts dans les roues, les rails et la voie ne sont plus du tout les mêmes, de plus elles sont très accentuées par la vitesse. De ce fait, les usures, fatigues, qui en découlent  entraînent des maintenances de tous ces composants plus fréquentes et plus "pointues".
Ce qui implique qu'un type de véhicule ferroviaire français ne peut rouler en Allemagne (ou en Italie, en Espagne, etc.) sans autorisation, ou homologation, donc sans de nombreux essais et mesures préalables de façon à s'assurer de la "compatibilité" de l'engin avec les voies sur lesquelles il est appelé à circuler. Bien sûr, l'inverse est vrai : un type de véhicule italien ou allemand ne peut circuler en France sans ces essais et mesures.
Les surfaces de contact entre roue et rail sont de l'ordre du cm2 ; on les calcule à partir des courbures des profils, à l'aide de la théorie de Hertz sur le contact élastique (1887). les pressions peuvent être très élevées, de l'ordre de 1 000 MPa. Les efforts tangents se calculent par la théorie de Kalker (1967).
Les rails de tramway sont souvent posés à plat, et leurs roues sont parfois cylindriques. Les virages sont si serrés sur les réseaux de tramways (jusqu'à des rayons de 20 m) que l'on ne cherche même pas toujours à utiliser l'effet bicône[Quoi ?]. On limite le crissement et l'usure soit par arrosage, soit par le graissage des boudins et en limitant la charge des essieux. On peut également traiter les rails par apport de métal dur (acier inoxydable à environ 450 HB) tant sur la table de roulement que sur le congé, afin d'apporter respectivement un effet anti-crissement et anti-usure.
En France comme dans une majeure partie des pays, l'écartement des rails est généralement de 1,435 mètre (sauf voies industrielles spécifiques ou de tourisme où l'écartement peut varier beaucoup). Pour augmenter l'effet bicône, on surécarte les voies de chemin de fer dans les courbes, sauf pour les tramways qui utilisent des rails à gorge ne permettant pas ce surécartement sous peine d'une usure anormale du flanc interne des roues.

## Entretien
L'entretien de la voie ferrée est concentré sur le ballast et la géométrie des rails. Cette dernière se vérifie en charge, par exemple en France avec les voitures Mauzin. On peut rectifier les défauts par bourrage du ballast sous les traverses, par changement des traverses ou des attaches si elles sont endommagées, ou par « Renouvellement Voie Ballast » (RVB) si la voie est jugée trop ancienne.
La maintenance des rails porte sur leurs défauts internes ou externes. Sous l'action du passage des roues, les contacts peuvent fatiguer le rail. Des défauts internes ou des soudures mal faites peuvent générer des fissures non débouchantes que l'on détecte par ultra-sons. Des fissures externes peuvent apparaître, surtout dans les courbes, là où il y a glissement relatif roue-rail. On détecte ces défauts de surface par capteurs à courant de Foucault, qui détectent aussi l'usure ondulatoire.
Le moyen principal de maintenance préventive en matière de voies est le meulage, qui permet d'éliminer les défauts de surface susceptibles de générer des fissures, comme la fatigue de contact de roulement (FCR) (ou rolling contact fatigue ou RCF en anglais) ou l'usure ondulatoire. Chaque meulage enlève jusqu'à 1 mm d'épaisseur d'acier et redonne une forme appropriée au champignon.
La surveillance d'un réseau ferroviaire par ces méthodes est essentielle pour la sécurité mais aussi pour la maîtrise des coûts de maintenance.
Il existe des rails dits « sans entretien », colaminés à chaud avec une plaque inoxydable qui permet à la table de ne pas s'oxyder. Le contact sur ces rails permet de garantir le shuntage, lorsque les rails sont utilisés dans les circuits de voie.